# Pietro Ciriaci
Pietro Ciriaci, italijanski rimskokatoliški duhovnik, škof in kardinal, * 2. december 1885, Rim, † 30. december 1966.

## Življenjepis
18. decembra 1909 je bil imenovan za naslovnega nadškofa Tarzusa in za apostolskega nuncija na Češkoslovaškem; 18. marca 1910 je prejel škofovsko posvečenje.
9. januarja 1934 je postal apostolski nuncij na Portugalskem.
12. januarja 1953 je bil povzdignjen v kardinala in imenovan za kardinal-duhovnika S. Prassede.
20. marca 1954 je postal prefekt Zbora Rimske kurije, 31. maja 1955 predsednik Papeške komisije za avtentično interpretacijo Zakonika cerkvenega prava in 26. septembra 1964 kardinal-duhovnik S. Lorenzo in Lucina.